# عمرو بن میمون اودی
ابوعبدالله عمرو بن میمون اودی (وفات ۷۴ ه‍. ق) از تابعین کوفی و از راویان حدیث محمد پیامبر اسلام بود. او در زمان حیات پیامبر، اسلام آورد اما وی را ندید. به هنگام حضور معاذ بن جبل در شام، همنشین او شد و متحول گردید و سپس در کوفه سکونت گزید.

## سنگسار میمون زناکار
در صحیح بخاری از عمرو بن میمون نقل شده‌است؛ که در جاهلیت میمونی را دیدم، که زنا کرده بود، گروهی از میمونها سنگسارش می‌کردند، پس من هم همراهشان سنگسارش کردم. همچنین شمس‌الدین ذهبی در کتاب «الکاشف» الاودی را همان کسی می‌داند، که میمون را سنگسار کرد.
در «فتح‌الباری» از ابن حجر عسقلانی؛ عمرو بن میمون شاهد جفت‌گیری میمونی ماده با میمونی جوان، در حالیکه جفت میمون ماده در خواب بوده‌است، روایت شده‌است. عمرو در یمن گوسفندان خویشاوندانش را به چراگاه برده بود؛ که آمیزش این دو میمون، شیون میمون از خواب برخاسته و کندن چاله برای سنگسار این دو را به چشم خود دید.
زکریای قزوینی در عجائب المخلوقات پیش از عسقلانی همین داستان را روایت کرده‌است؛ اما قزوینی به جای عمرو از «مردی از صنعا» نام برده، و فقط سنگسارشدن میمون ماده را گزارش کرده‌است.